# Otopeni (stație de metrou)
Otopeni este o stație proiectată a metroului din București. Se va afla în orașul Otopeni, la intersecția dintre Calea Bucureștilor și strada 23 August. Termenul estimat de punere în funcțiune este a doua jumătate a anului 2025.